# Resolució 695 del Consell de Seguretat de les Nacions Unides
La Resolució 695 del Consell de Seguretat de les Nacions Unides, adoptada per unanimitat el 30 de maig de 1991 després de considerar un informe del Secretari General de les Nacions Unides sobre la Força de les Nacions Unides d'Observació de la Separació (UNDOF), el Consell va observar els seus esforços per establir una pau duradora i justa a l'Orient Mitjà.
La resolució va demanar a les parts implicades que implementessin immediatament Resolució 338 (1973), va renovar el mandat de la Força d'Observadors durant altres sis mesos fins al 30 de novembre de 1991 i va demanar al Secretari General que enviés un informe sobre la situació al final d'aquest període.